# Blasticotoma filiceti
Blasticotoma filiceti is een vliesvleugelig insect uit de familie van de Blasticotomidae. De wetenschappelijke naam van de soort is voor het eerst geldig gepubliceerd in 1834 door Klug.